# Могила Александра Матросова
Могила Александра Матросова — памятник монументального искусства федерального значения в Великих Луках, объект культурного наследия России. Расположена на площади Александра Матросова перед фасадом здания Великолукского краеведческого музея.

## История
В ходе Великой Отечественной войны 27 февраля 1943 года 2-й батальон 91-й отдельной Сибирской добровольческой бригады атаковал вражеский опорный пункт в деревне Чернушки. Во время боя Александр Матвеевич Матросов совершил подвиг, закрыв своим телом амбразуру дзота, за что посмертно Указом Президиума Верховного Совета СССР от 19 июня 1943 года удостоен звания Героя Советского Союза. 
В 1948 году могила Александра Матросова была перенесена из-под бывшей деревни Чернушки, уничтоженной в ходе войны, на левый берег реки Ловати в городе Великие Луки. Временно на могиле был установлен бетонный памятник с барельефом героя, и на основании Постановления Совета Министров РСФСР от 13 сентября 1949 года начались работы по созданию постоянного мемориала. На Ленинградском заводе бронзового и чугунного литья «Монументскульптура» изготовлена бронзовая статуя высотой 4 метра 20 сантиметров, а постамент из чёрного гранита высотой 4 метра 32 сантиметра создан на Мытищинском гранитных изделий. Основание памятника выполнено из полированных лабрадоритовых плит. Автор статуи — скульптор-монументалист Е. В. Вучетич, архитектор — В. А. Артамонов.
В 1954 году проведено благоустройство площади вокруг могилы, получившей имя Александра Матросова. Торжественный митинг, посвящённый открытию памятника, состоялся 25 июля 1954 года. 
Памятник представляет собой бронзовую фигуру А. М. Матросова с автоматом в руке, застывшую в стремительном рывке к амбразуре дзота. На плите прямоугольного двухступенчатого стилобата золотом надпись: «Александр Матросов. 1924-1943». У основания постамента написано: «Здесь покоится прах А. Матросова». Надпись на бронзовой мемориальной доске, обрамлённая по контуру барельефным изображением знамён и воинских атрибутов:

Александр
 МАТРОСОВ
 1924-1943
 23 февраля 1943 года гвардии рядовой 254 Гвардейского стрелкового полка 56 гвардейской дивизии Александр Матвеевич Матросов, в решающую минуту боя с немецко-фашистскими захватчиками за дер. Чернушки, прорвавшись к вражескому ДЗОТу, закрыл своим телом амбразуру, пожертвовал собой и тем обеспечил успех наступающего подразделения. Указом Президиума Верховного Совета СССР от 19 июня 1943 г. гвардии рядовому тов. Матросову посмертно присвоено звание Героя Советского Союза. Великий подвиг товарища Матросова должен служить примером воинской доблести и героизма для всех воинов Красной Армии.

Памятник на фоне здания музея

Из приказа Народного Комиссара обороны № 260 от 8 сентября 1943 г., Москва.
Мемориал был внесён в перечень памятников культуры, утверждённый постановлением Совета Министров РСФСР от 30 августа 1960 года № 1327. Он занимает важное место в панораме городской набережной, названной в честь героя. В 1985 году на набережной у подножия монументальной гранитной лестницы, ведущей к могиле, был зажжён вечный огонь, газ к которому поступал из специальной ёмкости. В 2009—2010 году мемориальный комплекс отремонтирован, принято решение о подведении газопровода к вечному огню.
Изображением памятника украшен один из бронзовых барельефов на великолукской стеле «Город воинской славы».